# Ветельская (Калинковичский район)
Ветельская (бел. Вецяльская) — деревня в Якимовичском сельсовете Калинковичского района Гомельской области Беларуси.

## География

### Расположение
В 20 км на северо-запад от районного центра и железнодорожной станции Калинковичи (на линии Гомель — Лунинец), 145 км от Гомеля.

### Гидрография
На западе – мелиоративные каналы.

## Транспортная сеть
Рядом – автодорога Гомель — Лунинец. Планировка состоит из чуть искривлённой меридиональной улицы, застроенной двусторонне, деревянными крестьянскими усадьбами.

## История
Основана в начале XX века переселенцами из соседних деревень на бывших помещичьих землях. В 1931 году жители вступили в колхоз. Действовала начальная школа (в 1935 году 76 учеников). Согласно переписи 1959 года в составе колхоза «Ленинская Искра» (центр — деревня Якимовичи). До 31 октября 2006 года – в составе Михновичского сельсовета.

## Население

### Численность
- 2004 год — 34 хозяйства, 58 жителей.

### Динамика
- 1925 год — 26 дворов.
- 1959 год — 285 жителей (согласно переписи).
- 2004 год — 34 хозяйства, 58 жителей.